# Skarkos
Skarkos (druhý pád Skarku) je archeologické naleziště, nalézající se ve městě Chora na ostrově Iu v Řecku. Byly zde nalezeny pozůstatky Kykladského osídlení, čímž byla doložena antická historie ostrova. Pozůstatky obydlí jsou v některých místechzachovány až do výšky 3 m. Většina zde nacházejících se budov měla dvě patra s kamennou podlahou. Je také dobře patrný kanalizační systém. V roce 2008 jako jeden z 6 (celkem 109 kandidátů) dostal Skarkos ocenění Evropské unie za mimořádné úsilí o zachování archeologického naleziště.

## Nálezy
- Dobře zachovalá keramika
- Nářadí a jiné náčiní z kovu
- Kámen a kosti